# Föderation Deutscher Psychologenvereinigungen
Die Föderation Deutscher Psychologenvereinigungen ist ein föderaler Zusammenschluss des Berufsverbandes Deutscher Psychologinnen und Psychologen (BDP) und der Deutschen Gesellschaft für Psychologie (DGPs) als Wissenschaftsverband im Fach Psychologie. Dieser Zusammenschluss war notwendig, da in zahlreichen internationalen Gremien nur eine Vereinigung pro Land das Fach Psychologie vertreten kann und es auch auf nationaler Ebene zahlreiche Koordinierungsaufgaben zwischen Wissenschaft und Praxis (Berufsrichtlinien, Ethikrichtlinien, Qualitätssicherung) gibt. Auch die Akkreditierung von Weiterbildungscurricula gehört zu den Aufgaben der Föderation. Die Rechtsform ist diejenige einer GbR.
Der Gemeinsame Vorstand der Föderation besteht aus den Präsidenten und je einem weiteren Vorstandsmitglied beider Gliedverbände. Die Präsidentschaft wechselt jährlich, in den geraden Jahren hat der BDP die Präsidentschaft inne, in den ungeraden die DGPs.
Die Föderation ist Mitglied in der International Union of Psychological Science (IUPsyS), der Europäischen Föderation der Psychologenverbände (EFPA) sowie der International Test Commission (ITC).

## Aufgaben
Folgende Aufgaben bestehen:
- Vertretung der deutschen Psychologinnen und Psychologen in europäischen und anderen internationalen Verbänden
- Wahrnehmung von Interessen und Angelegenheiten der Psychologenschaft, insbesondere bei Regierungs- und Verwaltungsstellen.
- Förderung des gegenseitigen Austausches.
- Initiierung gemeinsamer Stellungnahmen und Maßnahmen wie beispielsweise die Erstellung berufsethischer Richtlinien, Maßnahmen der Aus-, Fort- und Weiterbildung, Maßnahmen zur Qualitätssicherung in Bereichen der Psychologischen Diagnostik und Stellungnahmen gegenüber Regierungs- und Verwaltungsstellen.

## Gremien
Folgende Fachgremien für die Psychologie sind bei der Föderation angesiedelt:
- föderative Richtlinienkommission Ethik
- Diagnostik- und Testkuratorium zum Schutz der Öffentlichkeit vor unzureichenden diagnostischen Verfahren und vor deren unqualifizierter Anwendung
- Die von der Föderation initiierte Personenlizenzierung für berufsbezogene Eignungsbeurteilung nach DIN 33430
- Weiterbildung Rechtspsychologie – der Akkreditierungsausschuss Rechtspsychologie
- Nationale Anerkennungskommission Europsy (ein europäisch anerkannter Abschluss in Psychologie)
- Nationale Anerkennungskommission Psychotherapie